# The Karate Kid (2010)
The Karate Kid is een Amerikaanse martialartsfilm uit 2010. De film is een remake van de gelijknamige film uit 1984. De regie is in handen van Harald Zwart. Hoofdrollen worden vertolkt door Jackie Chan, Jaden Smith en Taraji P. Henson.
De film staat in China bekend onder de titel The Kung Fu Dream en in Japan als Best Kid; dezelfde titel die de originele film daar ook kreeg.

## Verhaal
De 12-jarige Dre Parker (Jaden Smith) verhuist met zijn moeder (Taraji P. Henson) van Detroit naar Beijing om een nieuw leven op te bouwen. Al snel na aankomst ontwikkelt Dre gevoelens voor een jonge violiste genaamd Mei Ying. Cheng, een andere jongen die aan kung fu doet, is een goede vriend van haar ouders, en probeert Dre met geweld bij haar weg te houden. Wanneer de situatie op een dag zwaar uit de hand loopt en Dre door Cheng en zijn vrienden in elkaar geslagen wordt, krijgt hij hulp van de klusjesman Mr. Han (Jackie Chan). Hij blijkt zelf een kungfu meester en verslaat Cheng en co met gemak.
Nadat Han Dre’s verwondingen via cupping geneest, gaan ze samen naar Cheng’s kung fu-leraar, meester Li, in de hoop dat hij het geschil tussen Cheng en Dre geweldloos kan beslechten. Li blijkt zelf echter nog gewelddadiger dan Cheng en staat erop dat de ruzie tussen de twee met een gevecht wordt beslecht. Han stemt noodgedwongen toe, maar op voorwaarde dat dit gevecht plaats zal vinden op een aankomend kung fu-toernooi, en dat Li’s studenten Dre tot de dag van het toernooi met rust zullen laten zodat Dre kan trainen.
Han neemt zelf de taak op zich Dre te trainen. Hij gebruikt echter alternatieve trainingsmethoden, waarbij hij Dre klusjes laat opknappen om zo zijn arm- en beenspieren te trainen. Hij leert Dre tevens dat oprechtheid en volwassenheid de ware sleutels zijn tot het leren van een vechtkunst. Dre ziet tijdens zijn training een vrouwelijke kung fu-meester die een techniek genaamd “reflectie” beheerst, en probeert deze ook te leren.
Dre’s vriendschap met Mei Ying wordt steeds sterker, maar haar ouders vinden dat Dre een slechte invloed op haar heeft. Dre ontdekt tevens dat Han jaren terug zijn vrouw en zoon heeft verloren bij een auto-ongeluk; iets waar hij nog jaarlijks om rouwt.
Op de dag van het toernooi haalt Dre tot ieders verbazing de halve finales. In de halve finale staat hij tegenover Liang, een andere leerling van Li. Li vermoedt al dat Dre sterker is dan hij dacht, en geeft Liang opdracht om Dre met een illegale beweging uit te schakelen. Hoewel Liang hiervoor gediskwalificeerd wordt, raakt Dre er zo door gewond dat hij mogelijk niet kan vechten in de finale. Han gebruikt echter wederom zijn cupping om Dre genoeg te helpen herstellen. In de finale treft Dre Cheng. Hij wint de ronde dankzij de reflectie-techniek.

## Rolverdeling
| acteur           | personage          |
| ---------------- | ------------------ |
| Jaden Smith      | Dre Parker         |
| Jackie Chan      | Mr. Han            |
| Taraji P. Henson | Sherry Parker      |
| Zhenwei Wang     | Cheng              |
| Yu Rongguang     | meester Li         |
| Wenwen Han       | Mei Ying           |
| Ming Xu          | Bao                |
| Ji Wang          | mrs. Po            |
| Yi Zhao          | Zhuang             |
| Tess Liu         | geschiedenisleraar |
| Harry Van Gorkum | muziekleraar       |
| Luke Carberry    | Harry              |

## Achtergrond

### Ontwikkeling
Op 10 november 2008 maakte het tijdschrift Variety bekend dat er geen remake van The Karate Kid in de maak was, maar een nieuw scenario gemaakt is. Variety meldde tevens dat Will Smith de film zou produceren en het verhaal in grote lijnen gelijk zou blijven aan de originele film. Op 22 juni 2009 maakte Jackie Chan bekend dat hij mee zou spelen in de film.
Opnames voor de film zijn onder andere gemaakt in de Volksrepubliek China. Opnames begonnen in juni 2009 en werden in oktober 2009 afgerond.
In tegenstelling tot de originele film draait deze film niet om de moderne interpretatie van karate. In plaats daarvan krijgt de protagonist les in kungfu. Volgens Chan refereerden de makers dan ook naar de film als “The Kung Fu Kid”.
De officiële titelsong van de film is Never Say Never, gezongen door Justin Bieber en Jaden Smith.

### Uitgave en ontvangst
The Karate Kid kreeg over het algemeen positieve reacties. Op Rotten Tomatoes scoort de film 69% aan goede beoordelingen. Metacritic gaf de film een score van 61, gebaseerd op 37 beoordelingen.
Manohla Dargis van The New York Times gaf de film drie uit vier sterren. Roger Ebert van de Chicago Sun-Times gaf de film 3,5 uit vier sterren en noemde het een goed gemaakte opzichzelfstaande film.
Sommige critici merkten op dat de personages in de film veel jonger zijn dan in de originele film, en dat er soms onrealistische karakteristieken in de film voorkomen. Simon Abrams van Slant Magazine gaf de film 1 uit 4 sterren, met de mededeling dat de personages niet oud genoeg zijn om overtuigend over te komen in hun rollen. De titel van de film, die nog steeds spreekt over karate terwijl kungfu juist centraal staat, heeft ook geleid tot kritiek, waaronder dat aan zou tonen dat de producers blijkbaar geen oog hebben voor de verschillende Aziatische culturen.
De film ging in Noord-Amerika in première in 3663 bioscopen. De eerste dag bracht de film 18,8 miljoen Amerikaanse dollar op, en het eerste weekend 56 miljoen.